# جائزة ألمانيا الكبرى للدراجات النارية 2009
جائزة ألمانيا الكبرى للدراجات النارية 2009 هو سباق دراجات نارية أقيم بتاريخ 19 يوليو 2009. كان الجولة التاسعة من أصل 17 في سباق الجائزة الكبرى للدراجات النارية موسم 2009. فاز الإيطالي فالنتينو روسي بفئة الموتو جي بي بينما جاء الإسباني خورخي لورنزو في المركز الثاني وحصل على المركز الثالث الإسباني داني بيدروسا.

## وصلات خارجية
- الموقع الرسمي